# Sulfamide
Sulfamide là một hợp chất hóa học có cấu trúc phân tử H2NSO2NH2. Sulfamide được điều chất bằng phản ứng của sulfuryl chloride với ammoniac.

## Nhóm chức sulfamide.
Trong hóa học hữu cơ, thuật ngữ sulfamide có thể được dùng để chính nhóm chức bao gồm ít nhất một nhóm hữu cơ gắn với một nguyên tử nitơ của sulfamide.
Các hợp chất sulfamide đối xứng có thể điều chế trực tiếp từ amin và khí lưu huỳnh dioxide:  
Trong ví dụ này, các chất phản ứng là aniline, triethylamine, và iodine. Sulfur dioxide được cho là đã hoạt hóa thông qua các chất trung gian: Et3N-I+-I-, Et3N-I+-I3- and Et3N+-SO2-.
Nhóm chức sulfamide là một cấu trúc được sử dụng rộng rãi trong hóa học y khoa.